# Vingt-quatre thèses thomistes

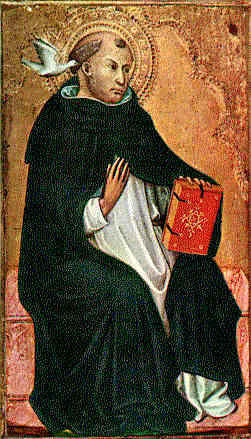
Thomas d’Aquin.

Les vingt-quatre thèses thomistes sont les vingt-quatre thèses résumant l’œuvre de Thomas d’Aquin et dont l’Église catholique a reconnu la véracité par un décret de la Congrégation des études en date du 27 juillet 1914. La promulgation de ce décret fut la principale mesure intellectuelle prise par l'Église catholique pendant la crise moderniste, dans la mesure où ces vingt-quatre thèses thomistes sont considérées comme normæ directivæ tutæ afin de lutter contre le modernisme.
En 1917, après la mort de Pie X, le pape Benoît XV fit réviser le Code de droit canonique, recommandant la doctrine de Thomas d'Aquin et approuvant les 24 thèses.

## Description des vingt-quatre thèses selon Edouard Hugon

### Version synthétique des vingt-quatre thèses
Édouard Hugon, prêtre et théologien, organise et résume les thématiques des thèses de la façon suivante :
- L'ontologie de Thomas d'Aquin : la puissance et l'acte (thèses 1 et 2), l'essence et l'existence (thèses 3 et 4), la substance et les accidents (thèses 5, 6 et 7) ;
- La cosmologie de Thomas d'Aquin : la matière et la forme (thèses 8 et 9), la quantité (thèse 10), le principe d'individuation (thèse 11), le lieu (thèse 12) ;
- La biologie et la psychologie de Thomas d'Aquin : le principe de la vie organique et de la vie sensitive (thèse 13 et 14), l'âme humaine : sa nature son origine et sa destinée (thèse 15), l'union de l'âme avec le corps (thèse 16), les facultés (thèse 17), la théorie de la connaissance/l'objet de l'esprit humain (thèse 18), l'origine de nos idées (thèse 19), notre manière de connaître (thèse 20), la volonté et le libre arbitre (thèse 21) ;
- La théodicée de Thomas d'Aquin : la démonstration de l'existence divine (thèse 22), l'essence divine (thèse 23), les rapports de Dieu avec le monde (thèse 24).

### Version détaillée des vingt-quatre thèses
La version détaillée des thèses qu'Édouard Hugon propose (reprenant son organisation thématique) est présentée ci-dessous :

#### L'ontologie de Thomas d'Aquin

##### La puissance et l'acte
- Thèse 1 : "La puissance et l’acte divisent l’être de telle sorte que tout ce qui est ou bien soit acte pur, ou bien soit composé nécessairement de puissance et d’acte comme principes premiers et intrinsèques"[3] ;
- Thèse 2 : "L'acte, parce qu'il est perfection, n’est limité que par la puissance, qui est une capacité de perfection. Par conséquent, dans l’ordre où l’acte est pur, il ne peut être qu'illimité et unique ; là où il est fini et multiple, il entre en véritable composition avec la puissance"[4] ;

##### L'essence et l'existence
- Thèse 3 : "C'est pourquoi dans la raison absolue de l'être même, Dieu seul subsiste, seul entièrement simple ; toutes les autres choses qui participent à l'être ont une nature qui restreint l'être, et sont constituées d'essence et d'existence comme principes réellement distincts"[5] ;
- Thèse 4 : "L'être se dit de Dieu et des créatures, non pas d’une manière univoque ni d’une manière purement équivoque, mais d’une manière analogue, d'une analogie à la fois d'attribution et de proportionnalité"[6] ;

##### La substance et les accidents
- Thèse 5 : "Il y a, en outre, dans toute créature, composition réelle du sujet subsistant avec les formes qui lui sont ajoutées secondairement, c’est-à-dire les accidents ; et cette composition ne se comprendrait pas si l'être n’était point reçu réellement dans une essence distincte de lui"[7] ;
- Thèse 6 : "Outre les accidents absolus, il y a aussi l’accident relatif, qui est un rapport vers quelque chose. Bien que ce rapport vers un autre ne signifie point selon sa raison propre quelque chose d’inhérent à, un sujet, il a souvent sa cause dans les choses et partant une entité réelle distincte du sujet"[8] ;
- Thèse 7 : "La créature spirituelle est tout à fait simple dans son essence. Mais elle reste soumise à une double composition : celle de l’essence avec l’être, celle de la substance avec les accidents"[9] ;

#### La cosmologie de Thomas d'Aquin

##### La matière et la forme
- Thèse 8 : "La créature corporelle est, quant à l'essence elle-même, composée de puissance et d'acte ; cette puissance et cet acte dans l’ordre de l’essence sont désignés par les noms de matière et de forme"[10] ;
- Thèse 9 : "Aucune de ces parties n’a l'être par soi, n'est produite par soi, n’est corrompue par soi, et ne saurait être mise dans un prédicament que par réduction, en tant que principe substantiel"[11] ;

##### La quantité
- Thèse 10 : "Bien que l’extension en parties intégrales suive la nature corporelle, ce n’est point cependant la même chose pour le corps d'être substance et d’être étendu. La substance par elle-même est indivisible, non pas à la manière d’un point, mais à la manière de ce qui est en dehors de l ’ordre de la dimension ; la quantité, qui donne l’étendue à la substance, diffère de la substance réellement et elle est un accident véritable"[12] ;

##### Le principe d'individuation
- Thèse 11 : "La matière marquée par la quantité est le principe de l'individuation, c'est-à-dire de la distinction numérique (impossible dans les purs esprits), par laquelle un individu se distingue de l'autre dans la même nature spécifique"[13] ;

##### Le lieu
- Thèse 12 : "L’effet de la même quantité est de circonscrire le corps dans le lieu, et de telle sorte que par ce mode de présence circonscriptive un corps ne puisse être, de quelque puissance que ce soit, que dans un seul lieu à la fois"[14] :

#### La biologie et la psychologie de Thomas d'Aquin

##### Le principe de la vie organique et de la vie sensitive
- Thèse 13 : "Les corps se divisent en deux catégories : les uns sont vivants, les autres manquent de vie. Dans les vivants, pour qu’il y ait dans le même sujet une partie qui meut et une partie qui est mue par soi, la forme  substantielle, désignée du nom d’âme, requiert une disposition organique, c’est-à-dire des parties hétérogènes"[15] ;
- Thèse 14 : "L’âme de l'ordre végétatif et l'âme de l'ordre sensitif n'existent point par soi, ne sont point produites par soi, mais seulement comme principe qui donne au vivant, l’être et la vie, et, puisqu’elles dépendent tout entières de la matière, le composé venant à se corrompre, elles subissent, du fait même, la corruption par accident"[16] ;

##### L'âme humaine: sa nature son origine et sa destinée
- Thèse 15 : "Au contraire, subsister par soi appartient à l'âme humaine, laquelle, au moment où elle peut être infusée dans le sujet suffisamment disposé, est créée par Dieu, et qui est de sa nature incorruptible et immortelle"[17] ;

##### L'union de l'âme avec le corps
- Thèse 16 : "La même âme raisonnable s'unit au corps de telle manière qu’elle en est la forme substantielle unique, et c’est par elle que l’homme a d’être homme et animé et vivant et corps et substance et être. L’âme donne ainsi â l ’homme tout degré essentiel de perfection ; en outre, elle communique à notre corps l ’acte de l’être par lequel elle est elle-même"[18] ;

##### Les facultés
- Thèse 17 : "Des facultés de deux ordres, les organiques et les inorganiques, dérivent de l ’âme hum aine par voie d ’émanation naturelle : les premières, auxquelles appartient le sens, ont pour sujet le composé ; les dernières, l'âme toute seule. L’intelligence est donc une faculté intrinsèquement indépendante de tout organe"[19] ;

##### La théorie de la connaissance/l'objet de l'esprit humain
- Thèse 18 : "De l'immatérialité suit nécessairement l'intellectualité, et de telle sorte qu’aux degrés d’éloignement de la matière correspondent les degrés d’intellectualité. L’objet adéquat de l’intellection c’est être d’une manière générale ; l'objet propre de l’intelligence humaine dans l’état présent de l’union est contenu dans les essences abstraites des conditions matérielles"[20] ;

##### L'origine de nos idées
- Thèse 19 : "Nous recevons donc notre connaissance des choses sensibles. Comme le sensible n’est pas intelligible en acte, il faut admettre dans l'âme, outre l’intellect formellement intelligent, une vertu active pour abstraire des images les espèces intelligibles"[21] ;

##### Notre manière de connaître
- Thèse 20 : "Par ces espèces intelligibles nous connaissons directement les objets universels ; nous atteignons les singuliers par le sens, et aussi par l'intelligence en vertu d’un retour sur les images ; quant à la connaissance des choses spirituelles, nous nous y élevons par l’analogie"[22] ;

##### La volonté et le libre arbitre
- Thèse 21 : "La volonté suit l'entendement, ne le précède pas ; elle se porte nécessairement sur l ’objet qui lui est présenté comme un bien rassasiant de tout point l'appétit, mais entre les biens qui lui sont proposés par un jugement réformable, elle choisit librement. L’élection suit donc le dernier jugement pratique ; m ais que ce jugement soit le dernier, c’est la volonté qui le fait"[23] ;

#### Lathéodicéede Thomas d'Aquin

##### La démonstration de l'existence divine
- Thèse 22 : "L'existence de Dieu nous est connue, non point par une Intuition immédiate, ni par une démonstration a priori, mais bien par une démonstration a posteriori, c’est-à-dire par les créatures, l’argument remontant des effets à la cause : Des choses qui sont mues et qui ne sauraient être le principe adéquat de leur mouvement, à un premier moteur immobile ; du fait que les choses de ce monde procèdent de causes subordonnées entre elles, à une première cause qui n’est pas causée elle-même ; des choses corruptibles qui sont indifférentes à être ou à n’être pas, à un être absolument nécessaire ; des choses qui, selon les perfections amoindries de l’être, de la vie et de l'intelligence, ont plus eu moins l’être, plus ou moins la vie, plus ou moins l’intelligence, à celui qui est souverainement intelligent, souverainement vivant, souverainement être ; enfin, de l'ordre de l’univers, à une intelligence séparée, qui a ordonné et disposé toutes choses et qui les dirige vers leur fin"[24] ;

##### L'essence divine
- Thèse 23 : "L’essence divine, par cela même qu'elle s’identifie à l’actualité de l’être, à l’actualité en exercice, ou qu’elle est l’être même subsistant, nous est proposée comme bien constituée dans sa raison métaphysique, et par là aussi elle nous donne la raison de son infinité en perfection"[25] ;

##### Les rapports de Dieu avec le monde
- Thèse 24 : "C’est donc par la pureté de son être que Dieu se distingue de toutes les choses finies. Il suit de là d’abord que le monde n'a pu procéder de Dieu que par la création ; ensuite, que la vertu créatrice, qui atteint premièrement et par soi l’être en tant qu’être, n’est communicable, même par miracle, à aucune nature finie ; enfin qu’aucun agent ne peut influer sur l’être de n’importe quel effet que par la motion reçue de la cause première"[26].